# Guerin de Montaigu
Garin de Montaigu (zm. 1230)  – 14 wielki mistrz zakonu joannitów w latach 1207–1228.